# Manuela Ruben
Manuela Ruben (* 14. Januar 1964 in Lauda, Baden-Württemberg) ist eine ehemalige deutsche Eis- und Rollkunstläuferin.

## Biografie
Manuela Ruben startete für den Mannheimer ERC, wo sie über Jahre Konkurrentin ihrer Vereinskameradin Claudia Leistner war. Ruben, Carola Paul und Katarina Witt waren bei der Eiskunstlauf-Weltmeisterschaft 1981 die ersten Einzelläuferinnen, die den dreifachen Flip in ihrer Kür zeigten. Ihr größter Erfolg war der Gewinn der Silbermedaille bei den Europameisterschaften 1984. Nach Abschluss ihrer Amateurkarriere tourte sie mit Theater On Ice in der damaligen Revue „Die Lustige Witwe“ durch Deutschland. Mittlerweile hat sie zwei Töchter. Am 3. November 2018 starb ihre jüngere Schwester Nicole.

## Erfolge/Ergebnisse (Eiskunstlauf)

### Olympische Winterspiele
- 1984 – 7. Rang – Sarajevo

### Weltmeisterschaften
- 1981 - 13. Rang – Hartford
- 1982 - 15. Rang – Kopenhagen
- 1983 - 8. Rang – Helsinki
- 1984 - 6. Rang – Ottawa

### Juniorenweltmeisterschaften
- 1979 - 2. Rang – Augsburg
- 1980 - 4. Rang – Megève

### Europameisterschaften
- 1981 - 10. Rang – Innsbruck
- 1982 - 14. Rang – Lyon
- 1983 - 4. Rang – Dortmund
- 1984 - 2. Rang – Budapest

### Deutsche Meisterschaften
- 1979 - 9. Rang
- 1980 - 5. Rang
- 1981 - 2. Rang
- 1982 - 1. Rang
- 1983 - 1. Rang
- 1984 - 1. Rang

### Andere Wettbewerbe
- 1982 - 1. Rang – Nebelhorn Trophy, Oberstdorf

## Erfolge/Ergebnisse (Rollkunstlauf)

### Weltmeisterschaften
- 1979 - 3. Rang – Altenau
- 1980 - 3. Rang – Bogotá

### Europameisterschaften
- 1979 - 3. Rang – Rotterdam